# Бой-Рівер (Міннесота)
Бой-Рівер (англ. Boy River) — місто (англ. city) в США, в окрузі Кесс штату Міннесота. Населення — 26 осіб (2020).

## Географія
Бой-Рівер розташований за координатами 47°10′6″ пн. ш. 94°7′27″ зх. д. / 47.16833° пн. ш. 94.12417° зх. д. (47.168240, -94.124210).  За даними Бюро перепису населення США в 2010 році місто мало площу 0,96 км², з яких 0,95 км² — суходіл та 0,01 км² — водойми. В 2017 році площа становила 1,11 км², з яких 1,11 км² — суходіл та 0,00 км² — водойми.

## Демографія
Згідно з переписом 2010 року, у місті мешкало 47 осіб у 21 домогосподарстві у складі 10 родин. Густота населення становила 49 осіб/км².  Було 33 помешкання (34/км²).
Расовий склад населення:
| - 100,0 % — білих |

До двох чи більше рас належало 0,0 %. Частка іспаномовних становила 0,0 % від усіх жителів.
За віковим діапазоном населення розподілялося таким чином: 31,9 % — особи молодші 18 років, 61,7 % — особи у віці 18—64 років, 6,4 % — особи у віці 65 років та старші. Медіана віку мешканця становила 33,5 року. На 100 осіб жіночої статі у місті припадало 80,8 чоловіків;  на 100 жінок у віці від 18 років та старших — 128,6 чоловіків також старших 18 років.
За межею бідності перебувало 77,4 % осіб, у тому числі 100,0 % дітей у віці до 18 років та 50,0 % осіб у віці 65 років та старших.
Цивільне працевлаштоване населення становило 5 осіб. Основні галузі зайнятості: виробництво — 40,0 %, освіта, охорона здоров'я та соціальна допомога — 40,0 %, будівництво — 20,0 %.